# 辛普朗隧道

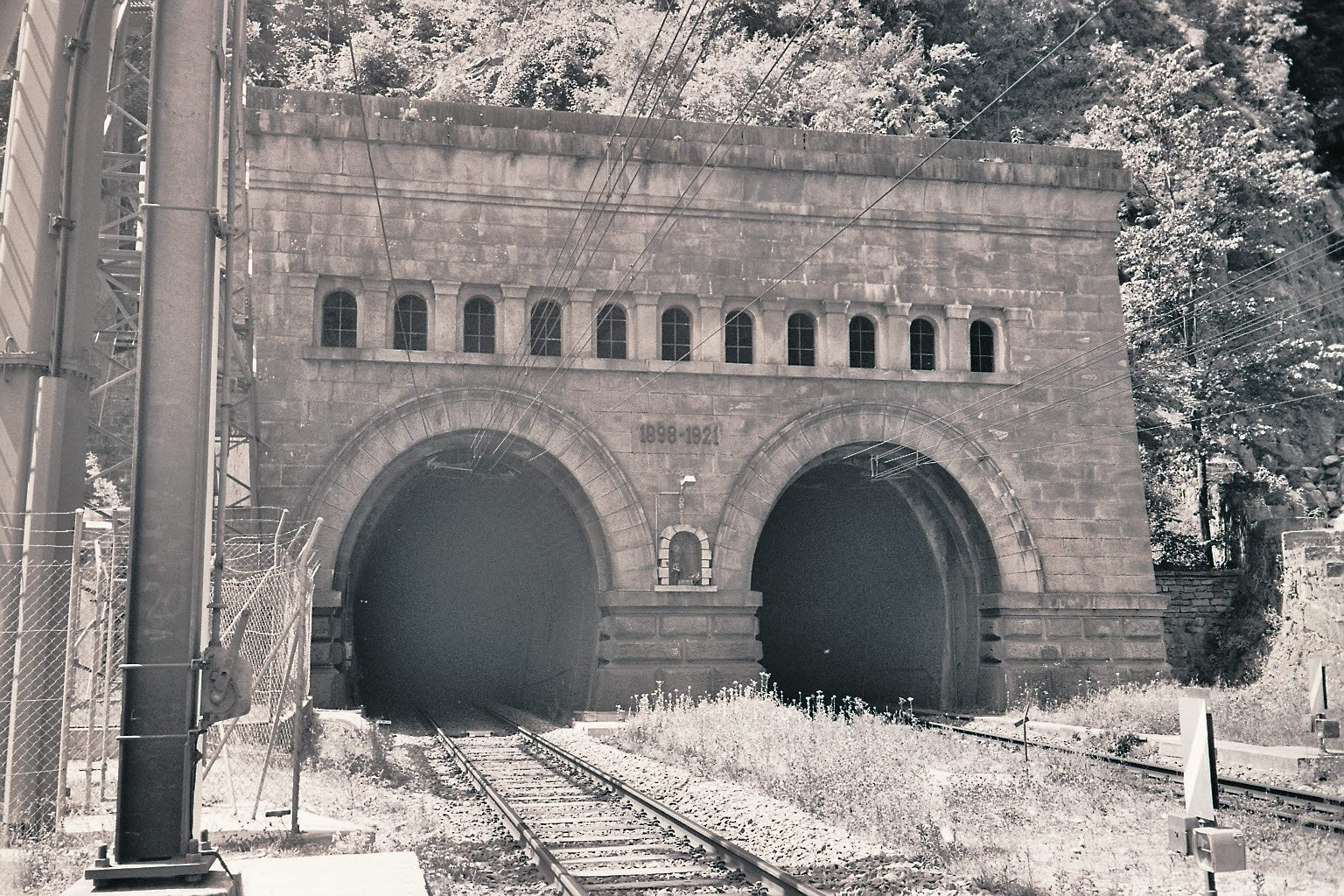
意大利一侧的辛普朗隧道。

辛普朗隧道（義大利語：Traforo del Sempione）是一条位于瑞士和意大利交界处的铁路隧道，是瑞士伯尔尼至意大利米兰铁路干线穿越阿尔卑斯山脉的通道。隧道由1号和2号两条平行单线组成，两条隧道长度均为19.8公里，中心相距17米。在聖哥達基線隧道完工前，为世界上最长的山岭铁路隧道。
辛普朗隧道1号于1898年开工，1906年建成。为了纪念隧道顺利通车，当年还在意大利米兰举办了一届世博会。2号隧道于1912年开工，1921年建成。